# M21 (Gewehr)
Das M21 ist ein Selbstlade-Scharfschützengewehr im Kaliber 7,62 mm NATO.

## Entwicklung
Vor dem Beginn des Vietnamkriegs nutzte die US Army als Scharfschützengewehr das aus dem Zweiten Weltkrieg stammende M1D, das mit dem M84-Zielfernrohr ausgestattet war. Bei der Einführung des M14 hatte man zunächst keinen Nachfolger für das M1D eingeplant – die Scharfschützenausbildung hatte bei der US Army nur noch einen geringen Stellenwert.
Die Kämpfe in Vietnam zeigten jedoch bald, dass ein dringender Bedarf an geeigneten Gewehren bestand. 1966 teste man daher das M14-Gewehr mit dem 2,2-fach vergrößernden M84-Zielfernrohr. Der Abschlussbericht kam zum Ergebnis, dass:
– die Standard-Patrone für den Scharfschützeneinsatz nicht geeignet,
– das Zielfernrohr M84 nicht ausreichend,
– das M14 nach National-Match-Vorgabe mit glasfaserverstärktem Schaft und der Matchpatrone M118 für den Einsatz ausreichend treffsicher ist.
Die US Army Marksmanship Training Unit (USAMTU – eine Einheit, die Wettkampfschützen ausbildet und auch über eigene Werkstätten und Büchsenmacher verfügt) überarbeitete das M14 National Match noch weiter; anstelle des M84-Zielfernrohres wurde ein neues Zielfernrohr getestet, dessen Funktionsprinzip sich der Armee-Leutnant James Leatherwood hatte patentieren lassen. Das neue Zielfernrohr basierte auf dem kommerziellen Redfield 3–9-fach-„AccuRange“. Das Absehen hatte neben einem Fadenkreuz je zwei horizontale und vertikale Balken. Die horizontalen Balken dienten zur Entfernungseinstellung – der Schütze fasste sein Ziel auf und verstellte den Zoom des Zielfernrohrs, bis die Balken mit Kopfoberseite und Gürtellinie des Ziels zusammentrafen. Eine Steuerkurve verschob dabei das Absehen so, dass es der gemessenen Entfernung angepasst war. Bezeichnet wurde es als „ART“ (Adjustable Ranging Telescope).
Das Gewehr wurde jetzt als M14 „USAMTU Accurized National Match“ bezeichnet; im Sommer 1969 wurde die Gewehr-Zielfernrohr-Kombination vorläufig als „XM21 Sniper Weapon System“ eingeführt. 1972 fiel das „X“ weg.
Im Jahr 1988 wurde das M21 als Scharfschützengewehr in der US Army offiziell vom M24 SWS abgelöst.

## Allgemein
Das M21 ist ein Gasdrucklader mit Drehkopfverschluss. Die Zuführung der Patronen erfolgt über ein Stangenmagazin. Es ist weitgehend baugleich mit dem M14, hat jedoch einen kunstharzimprägnierten Schaft und eine Glasfaserbettung für das System. Abzug, Mündungsfeuerdämpfer, Gassystem und Schließfederführung wurden so überarbeitet, dass sie die Präzision nicht negativ beeinträchtigen. Die Feuerwahleinrichtung ist permanent blockiert.
Trotz der Ablösung als Scharfschützengewehr befindet sich die Waffe noch weiterhin als sogenannte Designated Marksman Rifle im Dienst der Streitkräfte. Sie wird dort eingesetzt, wo die Reichweite des Sturmgewehrs zu gering ist, und dient somit in der Gruppe (kleinste infanteristische Einheit zu etwa zehn Mann) als Unterstützungswaffe. Zu diesem Zweck wurden weitere Änderungen wie die Nachrüstung einer Picatinny-Schiene zur Montage verschiedener Zielfernrohre vorgenommen. Ein Resultat aus diesen Modifizierungen ist das M25 – ein verbessertes M21 –, das 1980 für die Spezialeinheiten der US-amerikanischen Streitkräfte entwickelt wurde.